# Diamond Dogs
Diamond Dogs — музичний альбом Девіда Боуї. Виданий 24 квітня 1974 року лейблом RCA Records. Загальна тривалість композицій становить 38:25. Альбом відносять до напрямку рок, глем-рок. 

## Список пісень
1. Future Legend – 1:05
2. Diamond Dogs – 5:56
3. Sweet Thing – 3:39
4. Candidate – 2:40
5. Sweet Thing (reprise) – 2:31
6. Rebel Rebel – 4:30
7. Rock 'n' Roll With Me (Bowie, Peace)" - 4:00
8. We Are the Dead – 4:58
9. 1984 – 3:27
10. Big Brother – 3:21
11. Chant of the Ever Circling Skeletal Family – 2:00